# El amor menos pensado
El amor menos pensado è un film argentino del 2018, diretto da Juan Vera e interpretato principalmente da Ricardo Darín e Mercedes Morán (che avevano già recitato insieme da protagonisti di Luna de Avellaneda).

## Trama
Marcos e Ana sono sposati da venticinque anni. Quando il loro unico figlio lascia la casa per iniziare la carriera universitaria all'estero, la coppia entra in una profonda crisi esistenziale. Senza litigare, quasi fosse un nuovo progetto in comune, decidono di separarsi. La vita da single, dapprima intensa e affascinante, solleva presto per loro nuove domande e incertezze. Marcos e Ana si interrogano a fondo sull'amore, sulla natura del desiderio, sulla fedeltà e prendono una decisione che cambierà per sempre le loro vite.

## Produzione
Le riprese si sono svolte a Buenos Aires.

## Distribuzione
Al Marché du Film ("Mercato del Film") della settantunesima edizione del Festival di Cannes, il film è stato venduto per la distribuzione in numerosi Paesi d'America, Europa e Asia.
In Argentina, la data di uscita è stata il 2 agosto 2018.
Il 21 settembre 2018, è stato presentato in concorso (Sección Oficial) come film di apertura della sessantaseiesima edizione del Festival Internacional de Cine de San Sebastián.

## Riconoscimenti
- 2018 - Festival Internacional de Cine de San Sebastián
  - candidatura alla Concha de Oro
- 2019 - Monte-Carlo Film Festival de la Comédie
  - Miglior attore a Ricardo Darín nel ruolo di Marcos